# Deuterophoma tracheiphila
Il Deuterophoma tracheiphila (sin. Phoma tracheiphila) è un fungo parassita che attacca gli agrumi causando il mal secco. Provoca i maggiori danni su limone e cedro. Il patogeno penetra nella pianta attraverso ferite provocate da eventi meteorici (vento, grandine) oppure da operazioni di potatura e si diffonde nei vasi legnosi; il periodo più favorevole per l'infezione va da ottobre a febbraio.

## Sintomatologia
All'inizio la malattia causa l'ingiallimento e la caduta delle foglie dei giovani rametti apicali, che prima perdono il colore verde assumendo una colorazione grigio-piombo e poi disseccano; sezionando il rametto, si nota una caratteristica colorazione rosa salmone. Con l'andare del tempo l'infezione progredisce e passa via via ai rami più grossi e poi al fusto; infine la pianta dissecca e muore.

## Lotta
La lotta deve essere impostata su criteri preventivi, mediante: creazione di frangiventi negli agrumeti; trattamenti con anticrittogamici al verificarsi di grandinate o altri eventi meteorici sfavorevoli per evitare la penetrazione del patogeno nella pianta; asportazione e distruzione dei rami colpiti per evitare il diffondersi dell'infezione.